# 黃斑變性
黃斑變性（macular degeneration）又稱老年性黃斑部病變（age-related macular degeneration，AMD，ARMD），是黃斑部結構的衰老性改變，會出現視力模糊或中央視野視力障礙的症狀。
初期通常症狀不明显，可能视力下降。部分病患會隨時間有階段性的惡化，影響單眼或雙眼，此时虽未造成完全的失明，但是中央視力的喪失，视野中心出现暗点，可能會使患者在臉部辨識、駕駛、閱讀或其他日常活動產生困難。严重者会失明。患者有可能出現視幻覺，但是並不會太嚴重，也不表示有精神病。
- 正常视觉看到的影像
- 黄斑變性患者所见的相同景物

## 病因與診斷
黃斑部病變通常發生於年長者。基因、抽菸以及過度接觸陽光照射也會有所影響。這是由於視網膜黃斑的損傷所造成。可以完整的視力測試診斷得知。眼科醫生會進行放大瞳孔檢查眼底作初部檢查，醫生亦可能會建議患者接受眼底螢光造影及光學同步眼底掃描作進一步檢查，判斷是哪一種黃斑點病變及病情。病情依嚴重程度可分為輕度、中度及重度。重度的老年性黃斑部病變可被另外分成乾性與濕性，而90%為乾性老年性黃斑部病變。
預防老年性黃斑部病變的方法包含戒菸、運動及健康的飲食。補充維生素沒有明顯的預防效果。一旦視力已經喪失，就無法痊癒或治療恢復。在濕性老年性黃斑部病變的治療方式有眼內注射抗血管內皮增生因子，較少見的雷射光凝固治療或光動力療法都可能減緩病情惡化。已有老年性黃斑部病變的的患者，補充有益的營養成分可以減緩病情惡化。

## 病理机制
黄斑区结构的衰老性改变是视网膜色素上皮细胞对视细胞外节膜盘（membranous disc）吞噬消化能力下降，使未被完全消化的膜盘残余小体潴留于基底部细胞质中，继而向细胞外排出，沉积于Bruch膜，形成玻璃膜疣（尤在黄斑部），继而导致黄斑部变性发生。

## 流行病學
在2010年全球有兩千三百萬的人有老年性黃斑部病變。在2013年，中度到重度的病患有一千三百四十萬人，且這是在繼白內障、早產及青光眼後造成失明的第四常見的主要因素。超過五十歲的人較容易出現老年性黃斑部病變，在美國，老年性黃斑部病變為造成此年齡族群失去視力的主要因素。年齡50到60歲的人，約有0.4%有此疾病；而60到70歲的人約有0.7%有；年齡70到80歲的人約2.3%有，在超過80歲的人中則有將近12%的人有老年性黃斑部病變。